# Caliris masoni
Caliris masoni es una especie de mantis de la familia Tarachodidae.

## Distribución geográfica
Se encuentra en la India y en Vietnam.